# 妊孕性温存療法
妊孕性温存療法、妊よう性温存療法（にんようせい おんぞん りょうほう）とは、がんなどの疾病の治療のために行う放射線療法や化学療法、ホルモン療法など、副作用によって生殖能力が損なわれるおそれのある治療を行う際に、あらかじめ遮蔽などの防護をしたり、または生殖能力を失うことが避けられない場合には将来人工授精などによって子孫を残せるように治療の開始前に配偶子（精子や卵子）や生殖細胞（精巣組織や卵巣組織）を採取・保存したり、または人工授精によって受精させた受精卵を保存しておくことである。

## 概要
放射線療法や化学療法によってがんを治療する際、その部位や薬の種類によっては、精巣や卵巣といった生殖器官や、小児の生殖機能の発達に関連の深い脳下垂体に障害が出ることがある。がん患者の救命率は年々向上しており、治癒後の「がんサバイバー」が通常の社会生活を送るなかで、結婚したり子供をもうけたりすることに支障のないようにするため、若年のがん患者に対して、治療前や治療中に対策がとられるようになった。
2020年現在においては通常の医療行為として定着しているとは言い難い状況であり、多くの課題がある（#課題の項を参照）。

## 妊孕性を喪失する危険性のある治療

### 男子

#### 抗がん剤療法
|                    | American Society of Clinical Oncology                                                                               | Children's Oncology Group                                                      | Lancet Oncology |
| ------------------ | --- | ------------------------------------------------------------------------------ | --- |
| シクロホスファミド | - 7.5g/m²以上のシクロホスファミド投与*                                                                              | - 7.5g/m²以上のシクロホスファミド投与* - 前処置としてのシクロホスファミド投与* | - 5g/m²以上のシクロホスファミド投与*                                                                               |
| イホスファミド     | (記載なし) | - 60g/m²以上のイホスファミド*                                                  | - 25g/m²以上のイホスファミド                                                                                       |
| アルキル化剤       | - 骨盤・精巣・全身への放射線照射とアルキル化剤の併用* - テモゾロミドやBCNUと頭蓋照射の併用* - プロカルバジンの使用* | - 600mg/m²以上のブスルファン* - MOPP療法3サイクル以上*                         | - 3000mg/m²以上のプロカルバジン - シクロホスファミド換算で5g/m²を超えるアルキル化剤の投与、特に10g/m²を超える場合* |
| プラチナ製剤       | - 400mg/m²を超えるシスプラチン、2g/m²を超えるカルボプラチンの投与 - 2～4サイクル以上のBEP療法                       | - シスプラチン、カルボプラチンの投与（投与量の記載なし）                       | - 475mg/m²以上のシスプラチン                                                                                       |

*印：妊孕性を喪失する危険性の高い治療

#### 放射線療法
|                                  | American Society of Clinical Oncology                                                                                      | Children's Oncology Group                                                  | Lancet Oncology |
| -------------------------------- | --- | -------------------------------------------------------------------------- | --------------- |
| 下垂体、骨盤、性腺への放射線照射 | - 40Gyを超える頭蓋照射* - 精巣への6Gy（小児）、2.5Gy（成人）を超える照射* - 精巣への1～6Gyの放射線の散乱 - 全身放射線照射* | - 骨盤・精巣・全身への放射線照射とアルキル化剤の併用* - 30Gy以上の頭蓋照射 |                 |

*印：妊孕性を喪失する危険性の高い治療

#### その他
- 精巣（睾丸）の摘出、前立腺の摘出、陰茎の切断など

### 女子

#### 抗がん剤療法
|                    | American Society of Clinical Oncology | Children's Oncology Group                                                      | Lancet Oncology                                   |
| ------------------ | --- | ------------------------------------------------------------------------------ | ------------------------------------------------- |
| シクロホスファミド | - 7.5g/m²以上のシクロホスファミド投与（20歳未満）* | - 骨盤・全身照射とアルキル化剤の併用* - アルキル化剤の使用（投与量の記載なし） | - 11.3g/m²以上のシクロホスファミド投与            |
| アルキル化剤       | - 骨盤・全身照射とアルキル化剤の併用* - テモゾロミドやBCNUと頭蓋照射の併用* - プロカルバジンの使用（MOPP療法3サイクル、BEACOPP療法6サイクルを超える）* | - 骨盤・全身照射とアルキル化剤の併用* - アルキル化剤の使用（投与量の記載なし） | - ブスルファン投与 - 411㎎/m²以上のロムスチン投与 |
| プラチナ製剤       | - シスプラチン（投与量の記載なし） | - シスプラチン、カルボプラチンの使用（投与量の記載なし）                       | (有意な妊孕性の低下なし)                          |

*印：妊孕性を喪失する危険性の高い治療

#### 放射線療法
|                                  | American Society of Clinical Oncology | Children's Oncology Group | Lancet Oncology |
| -------------------------------- | --- | ------------------------- | --------------- |
| 下垂体、骨盤、性腺への放射線照射 | - 40Gyを超える頭蓋照射* - 思春期前15Gy、思春期後10Gy、成人6Gyを超える全腹、骨盤照射* - 思春期前10～15Gy、思春期後5～10Gyの全腹、骨盤照射 - 全身放射線照射* | - 30Gy以上の頭蓋照射      |                 |

*印：妊孕性を喪失する危険性の高い治療

#### その他
- 卵巣の摘出、子宮の摘出など

## 温存療法の種類
妊孕性温存療法は、おおきく3つに分けられる。
- 放射線からの遮蔽
放射線から精巣や卵巣を遮蔽することによって、生殖能力が失われないように保護する。
- 精子・卵子の凍結保存
配偶子である精子や卵子を採取、保存することによって、生殖能力が失われた後にも体外受精による挙児を可能とする。
- 精巣組織・卵巣組織の凍結保存
体外受精に利用可能な成熟した配偶子を採取できない場合、精巣や卵巣の組織を採取して凍結保存し、組織を培養して成熟させたり患者の体内に移植したりして挙児の可能性を残す。臨床研究段階であり実用には至っていない。

### 放射線からの遮蔽
- 放射線を通さない素材で精巣や卵巣を保護する
- 放射線治療開始前に手術によって卵巣の位置を移動させる（卵巣位置移動術）

### 精子・卵子の凍結保存
患者が思春期を迎えている場合には、成熟した精子や卵子を採取できる可能性がある。がん治療によって精子や卵子の産生能力を仮に失ったとしても、治療開始前に採取・保存しておいた精子・卵子を対外受精させるなどして、子をもうけることのできる可能性を残すことができる。以下の方法によって精子・卵子を採取し、凍結によるダメージを防ぐ措置をしたうえで、液体窒素による−196℃の超低温下で凍結保存する。

#### 男子
患者が成人である、または明らかに精通を迎えている年齢である場合は、「用手法」（ようしゅほう，=マスターベーション）によって患者自身の手で射精させ、精液を採取（採精）する。
思春期の患者の場合、本人への聞き取りによって精通を確認したり、医師や看護師の観察所見において、性器の発達段階が タナー段階 III度（精巣の容量が6〜12mL、陰茎（弛緩時）の長さが6cm、思春期突入から概ね2年の状態） および/または 12歳以上の場合には、射精が可能と判断し、マスターベーションをさせる。
勃起障害や射精障害などがあったり、思春期初期の患児で用手法の適用に支障がある場合には、バイブレータの使用や、直腸に電極を挿入して前立腺に電気刺激を与え強制射精させて精液を採取する。
射精による採精は外科的手法によるものと異なり精巣組織を傷つけずに成熟した精子を採取できるため、主にこちらの方法がとられる。
2〜3日以上の間隔をあけて同様の方法で再度射精した精液を採取して、少なくとも2回分以上の精液標本を採取・凍結保存するのが理想的とされる。
精液内に精子が含まれていなかったり、射精をしない（ドライオーガズムとなる）場合は、全身麻酔または局所麻酔下で精巣上体からの精子の採取（精巣上体精子吸引術）もしくは、精巣の組織の一部を外科的に採取（精巣内精子採取術, TESE）し、その中にもし精子があれば採取する。

#### 女子
女子では排卵誘発剤を約2週間投与して排卵を促し、超音波（腹部エコー）で確認しながら卵子を採取する。ただし2週間はがん治療に着手できないため、この方法が使えない場合もある。

### 精巣組織・卵巣組織の凍結保存
患者がまだ思春期を迎えていない場合は、精巣や卵巣の組織の一部を外科的に採取して凍結保存する。採取した未成熟な精巣組織をがん治療の終了後に患者の精巣に移植したり、未成熟な卵巣組織から卵胞を取り出して成熟させたのちに体外受精させる方法がある。
臨床研究段階であり、凍結保存された卵胞から出産にまで至った臨床事例はあるもののまだ確立された技術ではない。凍結保存した精巣組織の場合は挙児に至った例はない。また、がんが精巣や卵巣に及んでいた場合には適用できない。

## 小児への適用
妊孕性の温存は将来の生活の質の向上にとって大切なことであるが、性にかかわることであり、思春期の子供に対して行う場合は非常にデリケートな問題となる。
女性の妊孕性温存においては未成熟の卵胞組織から挙児に至った臨床事例もあるものの、男性においては、精巣組織の凍結保存による挙児に成功した臨床事例がいまだ存在せず、化学療法やホルモン療法に対しては防護の方法もない。射精可能な状態に成熟した精子の凍結保存が2020年現在においても唯一の手段である。精通前の男児では成熟精子が存在しないため、適用可能な妊孕性温存療法が存在しないのが現状であり、治療開始までに射精できなければ挙児の可能性を永久に失うことを意味する。
精巣の成熟がどの程度進んでいれば精子を採取可能かについて定まった報告はないが、タナー段階2度 (思春期初期, 到達平均:11.64歳) では 3例中全例で精子採取が不可能，3度 (到達平均:12.85歳) では9例中4例で精子採取が可能であった という報告がある。それによると、精子採取に成功した最年少はマスターベーションや夢精による射精の経験のない12.7歳、タナー段階3度の患児であり、前立腺への電気刺激による射精によって精子を採取した。獨協医科大学埼玉医療センターリプロダクションセンター助教で男性不妊治療や生殖補助医療を専門とする泌尿器科医の岩端威之によると、成長に個人差はあるものの、11歳～12歳以上の男児なら夢精やマスターベーションによって射精を経験している子も少なくなく、射精による精液採取が可能であることが多いとし、11歳以上であれば治療開始前に精子の保存について相談すべきとしている。
いっぽう、マスターベーションによって射精を迎えるためには、性的情景を想像したり、性器への刺激を加減してオーガズムに至り快感を得る経験と試行が必要である。日常的にマスターベーションをしていれば採精に困難は生じないが、経験がない場合、性器官が充分に成熟し精通を迎えていたとしても、ただ知識として方法を教授されればすぐに射精できるわけではない。高校生であってもマスターベーションによる精液採取が困難な例も存在する。
マスターベーションによって射精することができない場合や、思春期初期の患児などマスターベーションをさせることに抵抗がある場合には、バイブレーターの使用や直腸への電気刺激による射精方法が検討される。その場合、患者の心理的負担を考慮して、全身麻酔下で行われることが通例である。全身麻酔は高度な医療管理のもとで行われるものであるため、麻酔科医や手術室看護師（オペ看）など、精液採取に立ち会うスタッフの人数は増える。
家庭などで精液を採取し、家族が医療機関に持ち込むことも可能であり、精液の酸化や精子の劣化を防ぐ透明な採精容器を全国のがん専門病院等に配置している。

## 課題

### 機会の逸失
がんの治療は患者本人の生命に直結する問題であるため、まずはがんを撲滅するための治療が最優先され、治癒後の生活の質 (QOL) については重視されてこなかった。必要性を理解しながらも患者や家族への説明を行っていない医療機関もあり、選択肢があるにもかかわらず知らされずにがん治療を受け、不妊となってしまうなどの問題がある。

### 多額の費用
2020年現在、日本の公的医療保険制度の対象外であるため費用は全額自己負担となり、多額の費用がかかる。患者や支援団体からの声を受け、自民党「不妊治療への支援拡充を目指す議員連盟」（会長・甘利明）が首相に要望を行うなど、公的支援を求める動きがある。